# 倉場富三郎

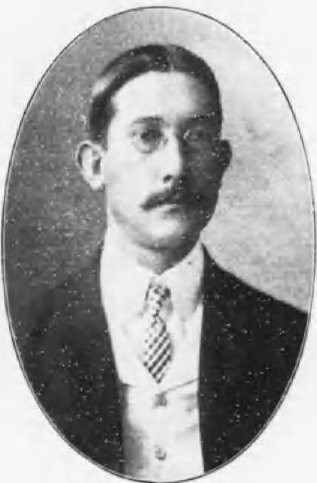
倉場富三郎

倉場 富三郎（くらば とみさぶろう、明治3年12月8日〈1871年1月28日〉- 昭和20年〈1945年〉8月26日）は、日本の実業家、水産学者。英名はトミサブロー・アワジヤ・グラバー（Tomisaburo Awajiya Glover）、ただし、墓標に刻まれた名はトーマス・アルバート・グラバー（Thomas Albert Glover）。苗字の「倉場」は、「グラバー」をもじったもの。

## 生涯
幕末から明治維新にかけて活躍したイギリス人貿易商トーマス・グラバーと淡路屋ツルの長男として1871年1月28日（明治3年12月8日）、長崎に生まれる。母は加賀マキとする説もある。また養子として迎えられたイギリス系日本人(British-Japanese)であったとも言われている。
長崎の加伯利英和学校を経て学習院を中退、後にアメリカのオハイオ・ウェスリアン大学とペンシルベニア大学で生物学を学び、1892年（明治25年）に帰国後、父の興したグラバー商会から暖簾分けしたホーム・リンガー商会に入社、また、長崎汽船漁業会社を興してイギリスから深紅丸を輸入し日本にトロール漁業を導入するなど第二次世界大戦前まで長崎の実業界にて活躍する。妻も日英混血の中野ワカ。また、長崎魚市場から収集した水産動物の精巧な図譜『日本西部及び南部魚類図譜』いわゆる『グラバー図譜』を編纂した。
太平洋戦争開戦後、イギリス人との混血児だった富三郎はスパイ嫌疑をかけられ、官憲の監視の下で不自由な生活を強いられた。戦艦武蔵建造の機密保持を理由にグラバー邸を退去させられたり、1943年（昭和18年）にワカに先立たれるなど不幸な晩年を送り、更に原爆投下により故郷が壊滅したことが追い打ちとなり、終戦直後の1945年（昭和20年）8月26日に長崎の自宅で首吊り自殺を図り死亡した。74歳没。遺志により10万円を長崎の復興の為に寄贈した。

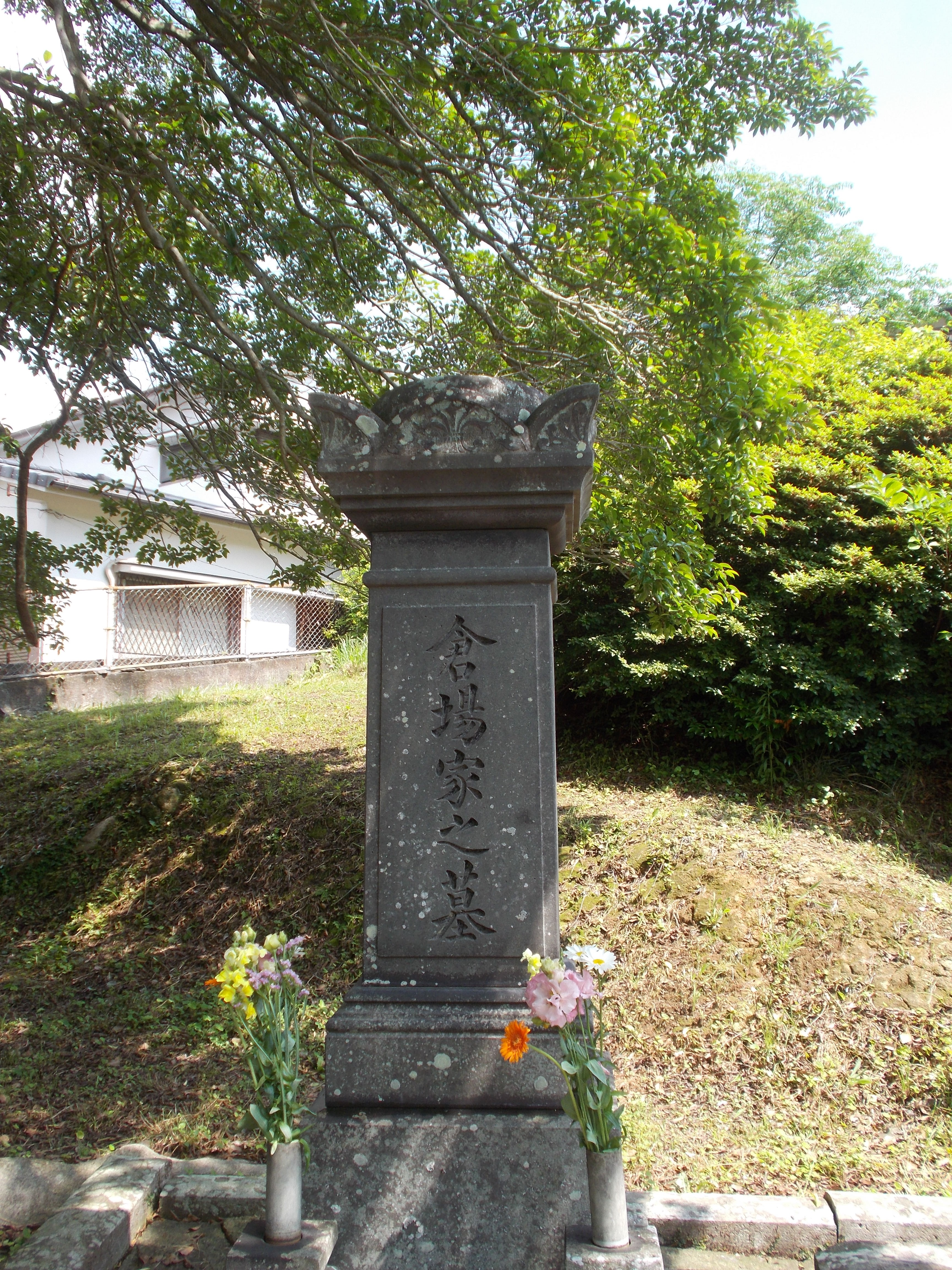
倉場夫妻の墓

遺体は長崎市の坂本国際墓地に妻ワカとともに埋葬されている。両親の墓とは隣同士である。死に先立って『日本西部及び南部魚類図譜』の遺贈先を理解者の渋沢敬三に遺言状で指定。その後渋沢は長崎大学水産学部に寄贈した。

## 家族
- 父(または養父)：トーマス・ブレーク・グラバー（スコットランド人武器商人）
- 母：加賀マキ、また養母は淡路屋ツル
- 妹：ハナ（1873–1937、グラバーとツルの実子。富三郎が米国から帰国後作った新しい戸籍に1895年に入り、倉場ハナを名乗る[5]。1897年にイギリス人商人ウォルター・ジョージ・ベネットに嫁ぎ、4人の子をもうける。夫は韓国の仁川でウールを扱う貿易会社「広昌洋行」の社長を務め、のちに在韓イギリス領事代行も務めた[6]。子孫は海外在住）
- 妻：中野ワカ（1875-1943、イギリス人商人ジェームズ・ウォルターと中野エイの次女だが、グラバーに引き取られ養女として育った[7]）。1899年に富三郎と結婚。
- 2人の間に子はなく、死後は絶家とすることと遺言した[7]。